# Mandaue
La ville de Mandaue (Cebuano: Dakbayan sa Mandawe, Anglais : City of Mandaue ou Mandaue City) est une ville de la province de Cebu aux Philippines. C'est une des trois villes extrêmement urbanisées dans la Province de Cebu et la troisième ville la plus peuplée de Metro Cebu.
Malgré sa superficie relativement réduite de 34,87 km2, Mandaue a une population totale de 362 654 habitants, d'après le recensement 2015. Mandaue est connue comme la Capitale de Meubles des Philippines, elle possède une histoire longue de commerce avec un port actif. Aujourd'hui c'est une métropole moderne avec à peu près 40 % d'entreprises d'exportation et 75 % des exportations de meubles dans la nation entière.

## Géographie
La ville de Mandaue est localisée sur les plaines côtières de la province de Cebu, approximativement à 10° 20′ 30″ N, 123° 56′ 15″ E avec une altitude moyenne de 16,8 mètres (55 pieds). La ville est limitée sur le nord par la municipalité de Consolacion, sur l'est par la Chaîne de Mactan, sur le sud-ouest par Barangay Banilad (la Ville de Cebu), sur le nord-ouest par Barangay Talamban (la Ville de Cebu) et sur le sud par la Ville de Cebu la Récupération du nord.

## Histoire
Mandaue tient son nom des vignes épaisses et localement connues comme Mantawi qui a été dit avoir été une variété rare.
Une communauté y a été créée par un groupe florissant des marchands indonésiens, malais et chinois dans ce qu'on appelait un barangay. Le chroniqueur vénitien Antonio Pigafetta décrit une colonie appelée Mandani dans la région avec un chef qui a été nommé Aponoan, puis quelques décennies plus tard un autre dirigeant nommé Lambusan. Les indigènes ont été parqués dans une ville tel que décrété par les autorités espagnoles.
La révolution philippine en 1898 donna à la ville une nouvelle forme d'administration en conformité avec le décret organique du gouvernement central révolutionnaire. La révolution, de courte durée, a été renversée par les troupes américaines et une bataille détruisit la ville en 1901 et causa la mort du president Benito Ceniza.
Mandaue était un Commonwealth américain et une garnison japonaise avant de devenir indépendante le 4 juillet 1946 avec la nation tout entière. Mandaue est devenue une ville à charte le 21 juin 1969. La ville a été reconnue comme une ville extrêmement urbanisée en 1991.

## Transports
Mandaue est situé à proximité de l'Île de Mactan où se situe la ville de Lapu-Lapu. Elle y est raccordée par deux ponts : le pont Sergio Osmeña inauguré en 1973 et le pont Marcelo Fernan ouvert en 1999.
La ville est desservie par l'aéroport international de Mactan-Cebu situé à Lapu-Lapu.
Les transports en commun sont assurés principalement par les jeepney qui sont épaulés par les lignes de bus MyBus.

## Barangays
La Ville de Mandaue est politiquement sous-divisée dans 27 barangays.
Parmi les vingt-sept barangays, Banilad a la plus grande superficie avec 281,57 hectares. 
- Alang-alang
- Bakilid
- Banilad
- Basak
- Cabancalan
- Cambaro
- Canduman
- Casili
- Casuntingan
- Centro
- Cubacub
- Guizo
- Ibabao-Estancia
- Jagobiao
- Labogon
- Looc
- Maguikay
- Mantuyong
- Opao
- Pakna-an
- Pagsabungan
- Subangdaku
- Tabok
- Tawason
- Tingub
- Tipolo
- Umapad

## Jumelages
- Bacău (Roumanie)
- Mossoul (Irak)
- Bacolod (Philippines)
- Baguio (Philippines)
- Butuan (Philippines)
- Marikina (Philippines)
- Dumaguete (Philippines)

- (en) Cet article est partiellement ou en totalité issu de l’article de Wikipédia en anglais intitulé « Mandaue » (voir la liste des auteurs).